# Coregonus pollan
Coregonus pollan is een straalvinnige vissensoort uit de familie van de zalmen (Salmonidae). De wetenschappelijke naam van de soort is voor het eerst geldig gepubliceerd in 1835 door William Thompson. Deze houting heet pollan of Irish pollan op de Britse Eilanden.

## Kenmerken
De vis wordt hoogstens 35 cm lang en het hoogste ooit gemeten gewicht is 450 gram. De gemiddelde lengte van de volwassen vis ligt tussen de 25 en 30 cm. Deze houtingsoort verschilt van andere soorten op de Britse Eilanden door onder andere een eindstandige bek, 41 tot 48 kieuwboogaanhangsels en 74 tot 92 schubben op de zijlijn.

## Verspreiding en leefgebied
De houtingsoort komt voor in vier grote meren in Ierland waaronder Lough Neagh in Noord-Ierland (385 km²). De vis is na twee jaar geslachtsrijp en paait in de periode oktober tot december op ondiepe plaatsen met een grindbodem. De vis foerageert voornamelijk op kreeftachtigen zoals Mysis relicta.

## Status
De soort wordt bedreigd door watervervuiling en opwarming van het water. De visstand wordt kunstmatig door uitzetting van gekweekte vis in stand gehouden. Zowel de watervervuiling als deze introducties zijn bedreigend voor het voortbestaan van de soort en daarom staat deze houting op de Rode Lijst van de IUCN.